# Vaçe Zela

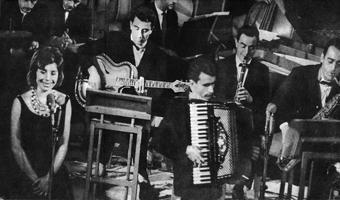
Vaçe Zela (links) am Festivali i Këngës 1972

Vaçe Zela (* 7. April 1939 in Lushnja; † 6. Februar 2014 in Basel) war eine albanische Sängerin von Volksmusik bis Chanson sowie Interpretin von Filmmusiktiteln. Als zehnfache Gewinnerin des albanischen Musikfestivals Festivali i Këngës gilt sie in Albanien als musikalische Legende. So gewann sie im Jahr 1962 die erste Austragung des Festivals mit dem Lied Fëmija e parë (Das erste Kind). Auch in den Jahren 1964, 1966, 1967, 1968, 1970, 1973, 1976, 1977 und 1980 verließ sie die Bühne jeweils als Siegerin, im Jahr 1968 im Duett mit Ramiz Kovaçi. 1981 hatte sie zum 20. Mal in Folge und zum letzten Mal am Festival teilgenommen.

## Leben und Karriere
Vaçe Zela wurde im April 1939 an dem Tag geboren, als die italienischen Faschisten in Albanien einmarschierten. Bereits im Alter von sieben Jahren wurde Vaçes außergewöhnliche Stimme bei einer Schulaufführung in einer Schule in Lushnja entdeckt und gefördert. Sie spielte außerdem die Gitarre. Später wechselte sie die Schule an ein Kunstgymnasium in Tirana. Ihre Karriere begann sie in der Militärestrade, danach war sie bei der Staatsbühne und dem Ensemble des Volksgesangs und der Volkstänze angestellt. Auch ihr Bruder, Hysni Zela, war ebenfalls ein Sänger. 1992 hörte sie mit ihrer Musikkarriere auf.
Zela wurde mehrfach für ihr Werk ausgezeichnet, unter anderem im Jahr 1973 als Verdienstvolle Künstlerin und 1977 als Künstlerin des Volkes (Artiste e Popullit). Der albanische Präsident Bamir Topi verlieh ihr im Dezember 2002 den Orden „Ehre der Nation“. In ihrer Heimat nennt man sie auch „Die goldene Stimme Albaniens“ (Zëri i Artë i Shqipërisë), „Heilige Ikone des albanischen Gesangs“ (Ikona e Shenjtë e Këngës Shqiptare), „Stern der albanischen Musik“ (Ylli i Muzikës Shqiptare) und „Königin des albanischen Gesangs“ (Mbretëresha e Këngës Shqiptare). Am 30. August 1975 gab sie mit dem Komponisten hsh ein Interview für die Zeitung. Das Kinotheater ihrer Heimatstadt und eine Straße in Tirana ist nach ihr benannt. Im Jahr 2009 widmete das Ministerium für Tourismus und Kultur das gesamte Jahr ihr zu Ehren.
Vaçe Zela war verheiratet mit Pjetër Rodiqi. Die beiden bekamen eine Tochter, Irma. Seit 2002 lebte Vaçe, nachdem sie ernsthaft erkrankt war, mit ihrem Ehemann bei der Tochter in Basel in der Schweiz. Dort ist sie auch am 6. Februar 2014 verstorben. Am 7. Februar 2014 erreichte Zelas Leichnam die kosovarische Hauptstadt Prishtina – wie es der Wunsch der Sängerin war, um am nächsten Tag in Tirana beigesetzt zu werden. Bei der Trauerfeier anwesend waren der albanische Ministerpräsident Edi Rama, die Kulturministerin Mirela Kumbaro, die ehemaligen Staatsoberhäupter Bamir Topi und Alfred Moisiu, Vaçe Zelas Kollegen Luan Zhegu, Osman Mula, Bujar Kapexhiu, Sherif Meidani, Irma Libohova, Zana Shuteriqi, Nexhmije Pagarusha, Shpresa Gashi und andere Persönlichkeiten der albanischen Gesellschaft. Viele Berühmtheiten drückten ihr Mitleid aus.

## Lieder (Auswahl)
- Çelu si mimoza (Blühe auf wie die Mimose)
- Djaloshi dhe shiu (Der Jüngling und der Regen)
- E dua vendin tim (Ich liebe mein Land)
- Esperanza (Hoffnung; spanisch)
- Ëndrra ime (Mein Traum)
- Flakë e borë (Flamme und Schnee)
- Fëmija e parë (Das erste Kind)
- Gjurmët e arta (Die goldenen Spuren)
- Gjyshes (Der Großmutter)
- Gonxhe në pemën e lirisë (Knospe am Baum der Freiheit)
- Kur jam pranë teje (Wenn ich bei dir bin)
- Këngë për Shkurte Vatën (Lied für Shkurte Vata)
- Këngët e vendit tim (Die Lieder meines Landes)
- Lemza (Der Schluckauf)
- Mesnatë (Mitternacht)
- Mësuesit Hero (Die Heldenlehrer)
- Natën vonë (Spät in der Nacht)
- Në shtëpinë tonë (In unserem Haus)
- Në çdo zemër mbjell gëzim (In jedem Herzen säst du Freude)
- Nënë moj do pres gërshetin (O Mutter, ich schneide mir den Zopf ab)
- Nuk e fshehim dashurinë (Wir verbergen die Liebe nicht)
- O diell i ri (O neue Sonne)
- Për Arbërinë (Für Albanien)
- Rrisim jetën tonë (Erhöhen wir unser Leben)
- Serenatë për nusen (Serenade für die Braut)
- Shoqet tona ilegale (Unsere illegalen Freundinnen)
- Shqiponja e lirisë (Der Adler der Freiheit)
- Sot jam 20 vjeç (Heute werde ich 20 Jahre alt)
- Të lumtur të dua (Glücklich will ich dich)
- Valsi i lumturisë (Der Walzer des Glückes)
- Vashëzo (Mädchen)